# Пирехъм
Пирехъм, заедно с Астеропей, е водач на пеонците по време на Троянската война. В „Илиада“, когато Патрокъл се появява преоблечен с доспехите на Ахил, той избива голяма група от ужасени троянци. Първият, който той убива, е Пирехъм.